# 파주 염씨
파주 염씨(坡州廉氏)는 경기도 파주시를 본관으로 하는 한국의 성씨다.
시조 염형명(廉邢明)이 고려 태조 때 사도(司徒)를 역임하고, 삼한벽상공신(三韓壁上功臣)에 책록되었다. 14세 염제신(廉悌臣)이 문하시중(門下侍中)에 오르고, 곡성부원군(曲城府院君)에 책봉되었다.

## 역사
시조 염형명(廉邢明)은 고려 태조 때 사도(司徒)를 지냈고, 후삼국 통일에 공을 세워 삼한벽상공신(三韓壁上功臣)에 책록되었다.
2세 염위(廉位)가 군기승(軍器丞), 3세 염가칭(廉可偁)이 병마사(兵馬使), 4세 염현(廉顯)이 우보궐(右補闕), 5세 염한(廉漢)이 병부상서, 6세 염덕방(廉德方) 태부소경(太府少卿), 7세 염신약(廉信若)이 정당문학(政堂文學)에 오르면서 고려의 문벌 귀족으로 성장하였다.
염신약(廉信若)의 아들 염극모(廉克髦, 1153년 ~ 1217년)는 고려 명종 때 문음(門蔭)으로 벼슬길에 나아가 고종(高宗) 때 공부(工部)·호부(戶部)의 시랑(侍郞)에 이르렀다.
염극모(廉克髦)의 아들 염수장(廉守藏)은 1214년(고려 고종 1년) 과거에 급제한 후 예빈경(禮賓卿)에 이르렀다.
12세 염승익(廉承益)이 충렬왕 때 흥법좌리공신(興法佐理功臣)에 봉해지고, 도첨의중찬(都僉議中贊)으로 치사(致仕)하였다.
염승익의 손자인 염제신(廉悌臣, 1304년 ~ 1382년)은 공민왕 때 문하시중(門下侍中)에 오르고, 곡성부원군(曲城府院君)에 책봉되었다. 염제신의 딸은 공민왕비 신비 염씨다.

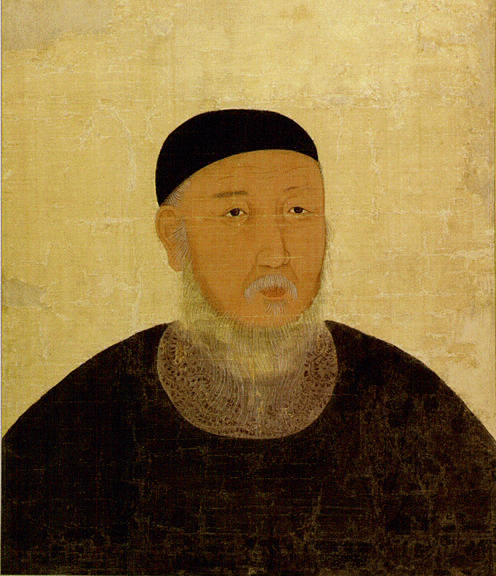
중시조 염제신(廉悌臣)

중시조 염제신(廉悌臣)의 맏아들 염국보(廉國寶)가 안렴사(按廉使)를 지낸 후 서성군(瑞城君)에 봉해졌고, 둘째 아들 염흥방(廉興邦)도 서성군(瑞城君)에 봉해진 후 삼사좌사(三司左使)를 지냈으며, 셋째 아들 염정수(廉廷秀)는 대제학(大提學)에 이르렀다.

## 기원
염(廉)씨의 득성조(得姓祖)인 염사치(廉斯鑡)는 마한(馬韓)의 소국(小國)으로 추정되는 염사국(廉斯國)의 수장(首長)이다. 후한서를 상고하면 건무 중(서기25~55년)에 염사 사람 소마시(蘇馬諟)가 내헌하니 광무제(서기24년)가 염사읍의 군에 봉하였고 염사는 본래 읍명이었는데 이로 성을 삼았다고 기록되어 있다.
『삼국지(三國志)』 위서 동이전 한전 마한조(魏書 東夷傳 韓傳 馬韓條)에 인용된 『위략(魏略)』에는 우거수(右渠帥) 염사치(廉斯鑡)가 왕망(王莽) 지황 연간(地皇年間, 서기 20∼23)에 낙랑군(樂浪郡)에 귀화하였다고 한다. 그는 낙랑의 토지가 기름지고 백성이 잘 산다는 말을 듣고 그 곳에 귀화하려고 가던 도중 호래(戶來)라고 하는 한 한인(漢人)을 만났다. 호래는 그보다 3년 전에 재목을 채벌하기 위해 진한(辰韓) 지방에 왔다가 붙잡혀 노예가 된 1,500명의 한인 중 한 사람이었다. 그는 호래를 데리고 낙랑군 함자현(含資縣)에 이르러 한인 나포사실을 보고하였다. 이 후 한군현 당국에서는 그에게 포로 쇄환(刷還)의 임무를 맡겼다. 이에 그는 잠중(岑中)에서 큰 배를 타고 진한에 돌아와 이 문제를 놓고 진한 당국과 협상하였다. 그리하여 생존자 1,000명과 이미 죽은 500명에 대한 배상으로 진한인 1만 5,000명과 모한포(牟韓布) 1만 5,000필을 얻어 낙랑군에 돌아갔다. 그는 이 공로로 관책(冠幘)과 전택(田宅)을 받았으며, 자손 대대로 부역(賦役)과 조세(租稅) 면제의 특권을 받았다고 한다.
한편, 조선 선조 때 기인(奇人) 조여적(趙汝籍)이 쓴 《청학집(靑鶴集)》에 "염씨 출우 대방국야(廉氏 出于 帶方國也)"라고 기록되어 있다. 청학집은 조여적이 여러 도인들과 담화한 내용을 적은 책으로, 성씨 유래에 대한 기록은 청학상인(靑鶴上人)이란 사람이 녹두처사가 쓴 삼한습유기(三韓拾遺紀)에 적혀있는 내용을 보고 하는 얘기를 적은 것이라 한다. 대방국은 황해도와 경기도 서북부 장단(長湍) 풍덕(豊德) 지역에 위치하였고, 뒤에 고구려가 멸망하면서 신라 등에 투항한 것으로 전한다.
시조 이전의 염씨(廉氏)에 대한 기록으로는 647년(신라 선덕여왕 16년)에 국정에 참여했던 염종(廉宗), 648년(진덕여왕 1년) 6공(六公) 가운데 1인으로 김유신과 함께 대신을 지낸 염장(廉長), 국보 제104호인 경복궁의 '염거화상탑'의 장본인 염거(廉巨) 등이 있으나, 시조 이전의 계대를 알 수 없고, 염형명부터 계보가 이어지고 가문을 일으키게 되어 염형명(廉邢明)을 시조로 모시고 있다. 염형명과 같은 시기에 염상(廉湘)이 918년(고려 태조 원년) 고려 개국 2등공신이 되었고, 934년(고려 태조 26년)에 재상에 올랐다. 928년(고려 태조 11년) 대상(大相) 염경(廉卿)도 기록되어 있다. 왕건 즉위 10여일 후에 궁예 휘하의 잔존세력인 반란군중 공주지역 실력자인 이흔암을 체포한 사람이 수의형대령 '염장'이고, 태조 1년 청주 출신 순군낭중 현율과 같은 반역자를 체포한 사람이 마군대장군 염상진(廉湘進)이다.

## 본관
경기도 파주시(坡州市)의 지명이다. 고구려의 술이홀현(述尔忽縣)인데 757년(신라 경덕왕 16)에 봉성현(峰城縣)으로 개칭하였고 한주(漢州) 교하군(交河郡)의 영현으로 하였다. 1183년(고려 명종 13년)에 서원현(瑞原縣)으로 개칭하였다. 1398년(조선 태조 7년)에 서원군(瑞原郡)과 파평현(坡平縣)을 병합하여 원평군(原平郡)이라 하였고, 1415년(태종 15년) 교하현(交河縣)을 원평군에 폐합하여 원평도호부(原平都護府)로 승격하였다. 1459년(세조 5년)에 파주목(牧)이 되었다. 1896년에 경기도 파주군이 되었고, 1996년 파주시로 승격되었다.
시조 염형명(廉邢明)이 살던 곳이 봉성현(峯城縣)이므로 처음에는 본관을 봉성(峰城)이라 하였으나, 1354년(공민왕 3년) 중시조 염제신(廉悌臣)이 곡성부원군(曲城府院君)에 봉해지자 곡성(曲城)으로 개관하였다. 곡성현(曲城縣)이 서원(瑞原)으로 명칭이 바뀜에 따라 다시 본관을 서원(瑞原)으로 고치게 된다. 그러다가 조선 연산군 때 서원(瑞原)이 다시 파주(坡州)로 명칭이 바뀌게 되어 파주(坡州)를 본관으로 하여 세계(世系)를 이어왔다.

## 항렬자
- 대동항렬

| 16세          | 17세              | 18세                 | 19세              | 20세              | 21세          | 22세                       | 23세                        | 24세                       | 25세                 | 26세                       | 27세                 | 28세                       | 29세                 | 30세                       | 31세                 | 32세                       |
| ------------- | ----------------- | -------------------- | ----------------- | ----------------- | ------------- | -------------------------- | --------------------------- | -------------------------- | -------------------- | -------------------------- | -------------------- | -------------------------- | -------------------- | -------------------------- | -------------------- | -------------------------- |
| 상(相) 진(振) | 口환(煥) 口덕(德) | 재(在) 정(廷) 장(章) | 口현(鉉) 口석(錫) | 口수(洙) 口영(永) | 동(東) 병(秉) | 口섭(燮) 口열(烈) 口헌(憲) | 규(圭) 기(基) 사(思) 시(時) | 口선(善) 口호(鎬) 口옥(鈺) | 철(撤) 태(泰) 순(淳) | 口식(植) 口래(來) 口걸(杰) | 형(炯) 노(魯) 희(熙) | 口교(敎) 口균(均) 口곤(坤) | 회(會) 종(鍾) 일(鎰) | 口승(承) 口구(求) 口호(浩) | 채(采) 수(秀) 주(柱) | 口묵(默) 口희(熙) 口훈(薰) |

## 인구
- 1985년 12,099가구 51,143명
- 2000년 16,628가구 53,539명
- 2015년 파주 염씨 57,531명 + 파평 염씨 5,515명 + 서원 염씨 205명 + 곡성 염씨 99명 = 63,350명

## 고려 왕실과의 인척 관계
- 공민왕비 신비 염씨

## 분관
경기 여주군 용담리를 본관으로 하는 용담 염씨(龍潭廉氏)는 조선시대 무과 급제자 11명을 배출하였는데, 조선 제25대 왕 철종(哲宗)의 생모가 용성부대부인 염씨(龍城府大夫人 廉氏)이다. 2015년 용담 염씨 인구는 2,715명이다. 